# کنوانسیون مبارزه با جرائم سازمان‌یافته فراملی
کنوانسیون ملل متحد علیه جرائم سازمان‌یافته فراملی (انگلیسی: United Nations Convention against Transnational Organized Crime) از معاهده‌های چندجانبه مورد حمایت سازمان ملل متحد در سال ۲۰۰۰ علیه جرایم سازمان یافتهٔ فراملی است. این کنوانسیون در ۱۵ نوامبر ۲۰۰۰ با قطعنامهٔ مجمع عمومی سازمان ملل متحد به تصویب رسید. به آن کنوانسیون پالرمو نیز گفته می‌شود و سه پروتکل تکمیلی آن عبارتند از:
- پروتکل پیشگیری، سرکوب و مجازات قاچاق اشخاص مخصوصاً زنان و کودکان
- پروتکل علیه قاچاق مهاجرین از طریق زمین، دریا و هوا
- پروتکل علیه تولید غیرقانونی و قاچاق مهمات

همهٔ این ابزارها دارای عناصری از قوانین بین‌المللی کنونی در خصوص قاچاق انسان، قاچاق اسلحه هستند. دفتر مقابله با مواد مخدر و جرم سازمان ملل متحد به عنوان عهده‌دار این کنوانسیون و پروتکل‌های آن عمل می‌کند.
کنوانسیون در ۲۹ سپتامبر ۲۰۰۳ به اجرا درآمد. تا ۱۹ سپتامبر ۲۰۱۷، ۱۸۹ کشور آن را امضا کرده‌اند که که شامل ۱۸۴ عضو سازمان ملل متحد، جزایر کوک، سریر مقدس، نیووی، دولت فلسطین، و اتحادیه اروپا می‌شود. نه کشور عضو سازمان ملل که عضو این کنوانسیون نیستند عبارتند از (* نشان دهندهٔ این است که کشور کنوانسیون را امضا کرده ولی به تصویب پارلمان خود نرسانده‌است):
- بوتان (کشور)
- جمهوری کنگو*
- پالائو
- پاپوآ گینه نو
- جزایر سلیمان
- سومالی
- سودان جنوبی
- تووالو

در ژوئن ۲۰۱۸ (خرداد ۱۳۹۷)، مجلس ایران لایحه پیوستن به UNTOC را تصویب کرد، اما ۱۰ روز بعد سید علی خامنه ای، رهبر جمهوری اسلامی ایران، این لایحه را «غیر قابل قبول» خواند، چرا که این قانون باعث می شد تا راه های گذر از تحریم ایران افشا شود و مانع اجرای آن شد. در ژانویه ۲۰۱۹، این لایحه هنوز در حال بحث و بررسی بین مجلس و شورای نگهبان بود.
پس از مدتی کشمکش، در سوم مهرماه ۱۳۹۷ قانون الحاق دولت ایران به کنوانسیون پالرمو به تصویب مجلس شورای اسلامی رسید. کشمکش‌ها اما باز هم ادامه یافت و لایحه این قانون که از دستور کار مجمع تشخیص مصلحت خارج شده بود، بار دیگر توسط مسعود پزشکیان مطرح شد و سید علی خامنه‌ای، رهبر جمهوری اسلامی ایران، اجازه بررسی این موضوع را دادند و در پی آن مجمع تشخیص مصلحت نظام، مشروط بر ۲ شرط و افزودن چند حق شرط(تغییرات در این قانون)، با آن موافقت کرد. محمدباقر قالیباف، رئیس مجلس شورای اسلامی، ۳۱ اردیبهشت (۲۱ ماه می)، طی نامه‌ای به مسعود پزشکیان، رئیس جمهوری اسلامی ایران، قانون الحاق ایران به کنوانسیون سازمان ملل متحد برای مبارزه با جرائم سازمان‌یافته فراملی، موسوم به کنوانسیون پالرمو، را برای اجرا به دولت ابلاغ کرد و مسعود پزشکیان،  قانون الحاق ایران به کنوانسیون سازمان ملل متحد برای مبارزه با جرائم سازمان‌یافته فراملی، موسوم به کنوانسیون پالرمو، را برای اجرا ابلاغ‌کرد و جمهوری اسلامی ایران از تاریخ ۱۵ تیر ۱۴۰۴(۶ جولای ۲۰۲۵) رسما به عضویت پالرمو در آمد.